# نافل البقعاوي
نافل البقعاوي (مواليد 9 يونيو 1986) هو لاعب كرة قدم سعودي  .
كانت بداياته مع نادي الطائي و لعب لفترة مع نادي الفيحاء و عاد في عام 2016 مرة أخرى ل نادي الطائي و وقع في عام 2017 مع نادي اللواء .

## وصلات خارجية
- نافل البقعاوي